# Терно Валентин Семенович
Валентин Семенович Терно (27 травня 1931, Нікополь — 6 червня 2011, Київ) — український вчений, києвознавець, лікар, педагог, письменник.

## Біографія
Народився 27 травня 1931 року в Нікополі на Дніпропетровщині. Раннє дитинство провів у Ленінграді. Щоліта відпочивав у бабаусі та дідуся, які мешкали у Києві. Приїхавши до Києва влітку 1941 року, пережив тут окупацію.
У 1955 році закінчив Ленінградську Військово-морську медичну академію.
З 1949 по 1961 рік проходив військову службу на Чорноморському флоті СРСР. Після звільнення в запас у 1961 році вступив до аспірантури Інституту кардіології імені академіка М. Д. Стражеска, після закінчення якої захистив кандидатську дисертацію кандидата медичних наук.
Протягом 40 років викладав в Національному медичному університеті імені Олександра Богомольця дисципліну "Внутрішні хвороби".

## Автор наукових праць
- більше 60 наукових статей;
- Співавтор трьох монографій в області кардіології;
- А.И. Грицюк, В.С. Терно, В.Т. Чувикина «Лекарственные средства в клинической кардиологии» (1982);

## Автор історичних книг
- В.С. Терно «Растрепанные воспоминания о странном детстве» (2004);
- В.С. Терно «Адмирал Колчак» (2010);[1]
- В.С. Терно «Воспоминания детства. Ленинград-Киев» (2011).[2]